# Alexander Hermann von Wartensleben
Alexander Hermann von Wartensleben (Lippspringe, 16 dicembre 1650 – Berlino, 26 gennaio 1734) è stato un generale prussiano.

## Biografia
Appartenente ad un'antica famiglia della casta militare prussiana e dell'aristocrazia terriera degli Junker, fu inizialmente iniziato alla carriera ecclesiastica per divenire un alto prelato, e studiò teologia con Ferdinand von Fürstemberg, ma poi decise di intraprendere la carriera militare, e a sedici anni, dopo aver fatto un periodo di noviziato come paggio di Sofia di Assia-Kassel, entrò come ufficiale nel corpo dei Grands Mousquetaires e partecipò sotto Turenne all'assedio di Lilla.
Staccatosi dall'esercito francese, passò all'esercito prussiano, al quale avrebbe dovuto appartenere per nascita e partecipò come colonnello alla Grande guerra del Nord nelle armate coalizzate sassoni, danesi e prussiane contro gli svedesi, partecipando alla battaglia navale di Landskrona e Rügen. Promosso colonnello avrebbe poi avuto degli importanti posti di comando presso l'armata di Vestfalia e sarebbe stato governatore di Magonza.
Nel 1695, fu proposto da Johann Ernst von Bibra quale capo di stato maggiore, incarico che Wartensleben accettò fino alla sua nomina a generale di fanteria, Chef der Garde e poi governatore militare di Berlino e cavaliere dell'Ordine dell'Aquila Nera.
Promosso nuovamente Feldmaresciallo da Federico I di Prussia, da allora ebbe una parte importantissima nella politica del Regno di Prussia; creato dal re Federico ministro insieme a Johann Kasimir Kolbe von Wartenberg e al principe Wittgenstein (il gabinetto fu chiamato "Il Gabinetto dei Tre Conti", da non confondersi con il Gabinetto dei Baroni, o Governo Papen, che si ebbe invece prima dell'ascesa di Hitler in Germania, nel 1934 e presieduto da Franz von Papen), fu uno dei fautori della modernizzazione dello stato prussiano, adoperando le regole della disciplina militare all'amministrazione civile e giuridica, facendo in tal modo della Prussia uno degli stati più centralizzati e meglio amministrati dell'Europa; a questo processo di centralizzazione cercarono di opporsi altri due eminenti militari e politici, i fratelli Alexander e Christoph I zu Dohna-Schlodien, che rappresentavano gli interessi dell'alta nobiltà principesca, mentre i riformatori assolutisti ebbero dalla propria parte il Kronprinz Federico Guglielmo e la piccola nobiltà terriera degli Juncker, che assieme all'esercito sarebbe stata da allora la spina dorsale dello stato prussiano. Misure equivalenti di riforme fece Albrecht Finck von Finckenstein nell'esercito, trovando l'opposizione delle correnti militari più antiquate. Fu però anche autore insieme ai suoi colleghi di una inadeguata politica di tassazione, e il suo governo, denominato "delle tre calamità" (dal numero dei suoi appartenenti) fu abbattuto da un'alleanza proprio tra il principe ereditario Federico e il partito dei Dohna.